# Searchlight Pictures
Searchlight Pictures (anteriormente Fox Searchlight Pictures, Inc.) é um estúdio de filmes americano pertencente a 20th Century Studios, que é uma divisão de Walt Disney Studios. É uma empresa-irmã do 20th Century Studios e especializa-se em filmes independentes, europeus e britânicos, junto com dramédias, terror e filmes estrangeiros, e diversas vezes se envolve na produção e/ou distribuição desses filmes.
Na metade da década de 1980, antes da criação da Searchlight, a Fox costumava lançar filmes independentes sob o nome de 20th Century Fox International Classics. Em 2006, um subselo, a Fox Atomic, foi criada para produzir e/ou distribuir filmes de gênero. A Fox Atomic fechou em 2009.
Slumdog Millionaire, filme da Searchlight, venceu o Oscar de Melhor Filme junto com outros sete prêmios. Outros filmes da Searchlight que foram indicados ao Oscar de Melhor Filme incluem: The Full Monty, Sideways, Little Miss Sunshine, Juno, Black Swan e 127 Hours. A empresa fez a compra direitos de distribuição mais cara da história do Festival Sundance de Cinema, com a compra de Little Miss Sunshine e The Way, Way Back.